# Uollega roseoflammata
Uollega roseoflammata là một loài bướm đêm trong họ Noctuidae.